# Jupiter Centre
Jupiter Centre est une immeuble situé dans le quartier de Skanste à Riga en Lettonie. 

## Présentation
Jupiter Center est un immeuble de bureaux situé au 7, rue Skanstes iela. Le bâtiment compte 14 étages et de 2 niveaux de stationnement souterrain, conçu pour parquer 170 voitures. 
Le déroulement du projet a débuté en 2003. Le projet a subi plusieurs changements avec l'approbation du plan de développement de Riga en 2006.

## Construction
La construction de l'immeuble de bureaux a débuté en 2007. Le 19 septembre 2008, la première pierre de l'immeuble de bureaux a été posée, et la construction en surface a débuté.
Le 27 avril 2011, le bouquet final a été déposé dans le complexe de bureaux.

### Caractéristiques
Le cadre, les colonnes et les couvertures sont en béton armé. 
Pour les murs extérieurs, dans les parties vitrées, un système de façades structurelles en aluminium avec double vitrage ainsi que des fragments de panneaux isolés.
Au niveau du 1er étage, des parties du béton armé monolithique sont apparentes. 
Pour les murs intérieurs, cloisons en placoplâtre, murs intérieurs vitrés, ainsi que cloisons en maçonnerie en blocs de béton légers. 
Le toit est en béton armé, avec des tôles profilées, au-dessus d'une couche d'isolation thermique de 200 mm d'épaisseur. 
Les fenêtres en aluminium, portes vitrées et coupe-feu.
Quatre ascenseurs à grande vitesse. 
Systèmes de vidéosurveillance et de sécurité, système d'alarme incendie et de gicleurs automatiques, ventilation et refroidissement, ainsi que d'autres solutions techniques qui contribuent à l'économie de consommation de chaleur et d'électricité.

### Technologies et matériaux de construction
Les fondations de l'immeuble de bureaux ont été construites à partir de pieux en béton armé forés à une profondeur de 20 à 30 mètres. Les colonnes et le cadre ont été fabriqués avec la technologie du béton armé monolithique. Toutes les façades du bâtiment sont entièrement vitrées grâce à un système en aluminium avec triple vitrage, ainsi que des fragments de panneaux isolants. Sur la façade nord du bâtiment, dans certains fragments, les surfaces vitrés ont été remplacés par un matériau décoratif et fonctionnel : le verre profilite.